# Stazione di Pisciolo
La stazione di Pisciolo era una fermata ferroviaria ubicata lungo la linea Avellino-Rocchetta Sant'Antonio. Serviva l'omonima frazione, situata nel territorio comunale di Melfi, e faceva da posto di controllo per il raccordo ferroviario che era presente e che collegava la linea con le vicine industrie e la cava Italsil.

## Storia
La fermata venne attivata insieme alla parte finale della ferrovia da Monteverde a Rocchetta Sant'Antonio il 29 marzo 1892.
Dopo che il vicino raccordo ferroviario venne soppresso, nel 1986 venne soppressa. L'esercizio ferroviario sulla linea è stato sospeso il 12 dicembre 2010, e riattivato a partire dal 2016 per soli treni turistici.

## Strutture e impianti
La fermata era dotata di un binario passante con marciapiede e pensilina per il servizio passeggeri, ed era priva di un vero e proprio fabbricato viaggiatori.